# Bahía San Antonio
La bahía San Antonio o bahía de San Antonio es un golfo situado en el nordeste de la Patagonia argentina, en el margen noroeste del Golfo San Matías, perteneciente al mar Argentino (Océano Atlántico sudoccidental). Juridiccionalmente sus aguas y costas se localizan en el departamento San Antonio Oeste, al este de la provincia de Río Negro. Su centro se encuentra en las coordenadas: 40°44′51.43″S 64°52′5.10″O / -40.7476194, -64.8680833.
Este saco representa el área más interna del golfo San Matías (al noroeste del mismo), en el sector en que las aguas marinas penetran de manera más profunda en el continente.   

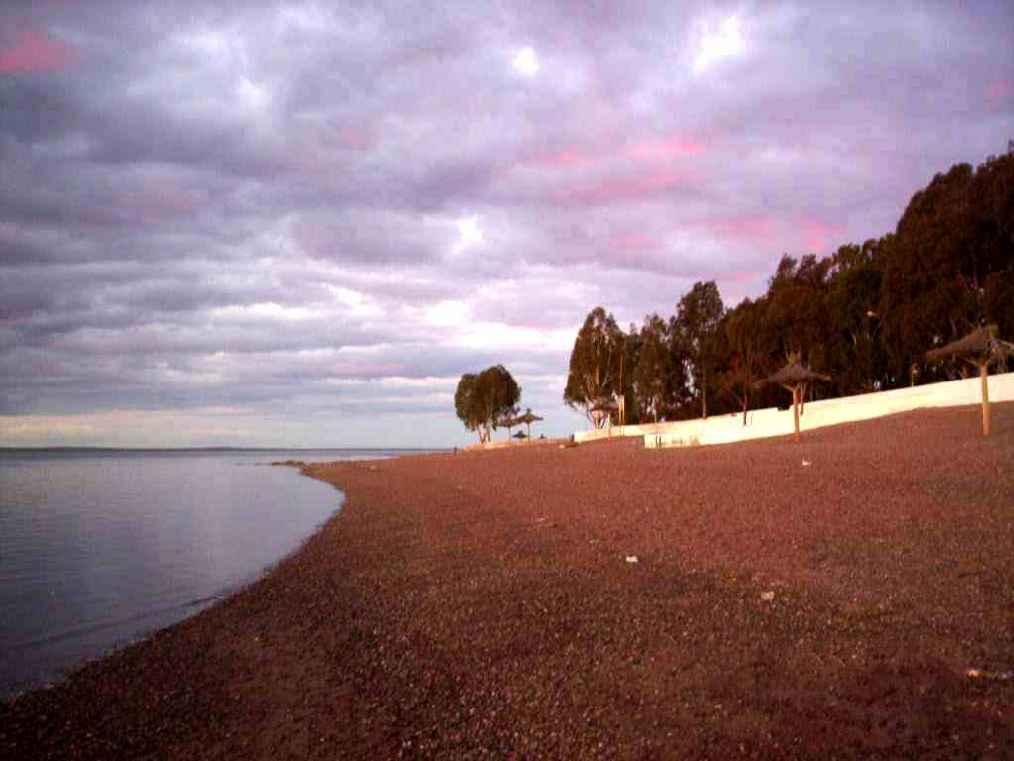
Vista de las aguas de la bahía San Antonio que bañan las riberas de la localidad de San Antonio Oeste.

## Aspectos geográficos
Posee una superficie de 110 km². 
Tiene unos 11 km de fondo con una anchura de 20 km, pero su boca es de 4,2 km. Sus costas son bajas, conformadas por mantos de arena, limos o cantos rodados. Hacia el sudoeste reaparecen los característicos acantilados patagónicos, compuestos por rocas sedimentarias del Terciario, contorneados a sus pies por restingas rocosas expuestas durante la bajamar. En las paredes que caen a pique la abrasión de las aguas ha construido cuevas o pequeñas cavernas. 
Por pertenecer al golfo San Matías, la legislación argentina la considera como aguas interiores del país mediante la ley n.º 18502:

Las provincias ejercerán jurisdicción sobre el mar territorial adyacente a sus costas, hasta una distancia de tres millas marinas medidas desde la línea de las más bajas mareas, salvo en los casos de los golfos San Matías, Nuevo y San Jorge, en que se medirán desde la línea que une los cabos que forman su boca.

Accidentes geográficos
Su boca está demarcada por la península Delgado, rematada por la punta Delgado hacia el oeste (en el paraje Mar Grande), y por la punta Villarino al este, la cual es el extremo de la península del mismo nombre. Dicha entrada está flanqueada por barras de arena y sendos bancos que en forma de enormes lenguas arenolimosas quedan al descubierto durante las bajamares; al este es el banco Lobos, y al oeste el banco Reparo. Del lado norte (interior) de esta península también se sitúa la punta Perdices, y hacia el este de la misma la caleta Falsa.
En la península occidental se encuentra la planta ALPAT (Planta productora de Soda Solvay), y hacia el interior la punta Verde. Al interior de la bahía son frecuentes las islas, mayormente de poca altura y superficie, pero muy importantes como sitios de nidificación de aves costeras.
Clima
Posee un clima desértico y ventoso, con 280 mm de precipitaciones anuales, mayores en la temporada fría, con heladas marcadas presentes en todos los inviernos, acompañados por suaves nevadas en algunos de ellos. La temperatura media anual es de algo más de 15 °C, con fluctuaciones muy marcadas tanto en el día como entre el invierno y el verano.
Características oceanográficas

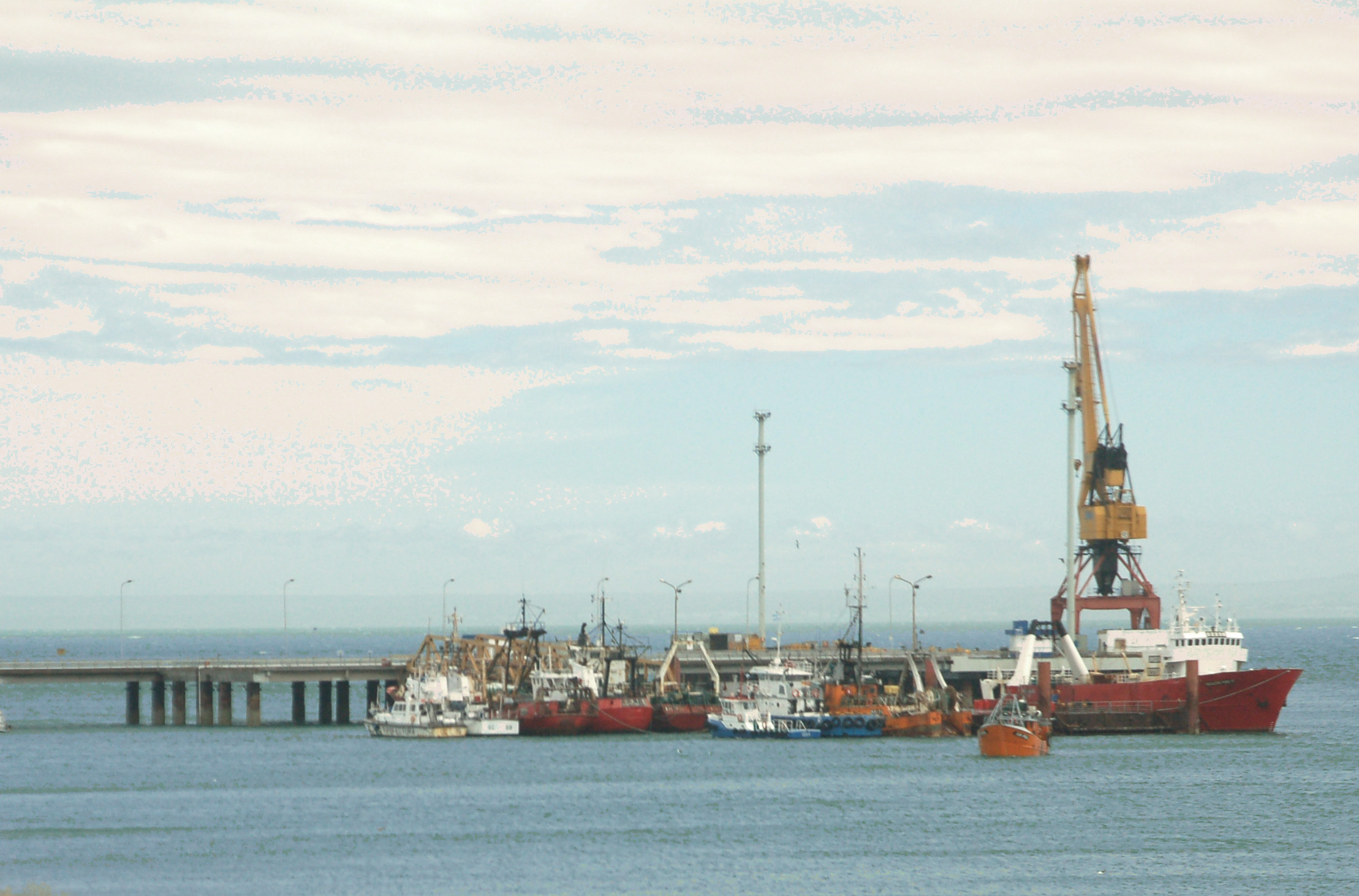
El muelle principal del puerto de San Antonio Este.

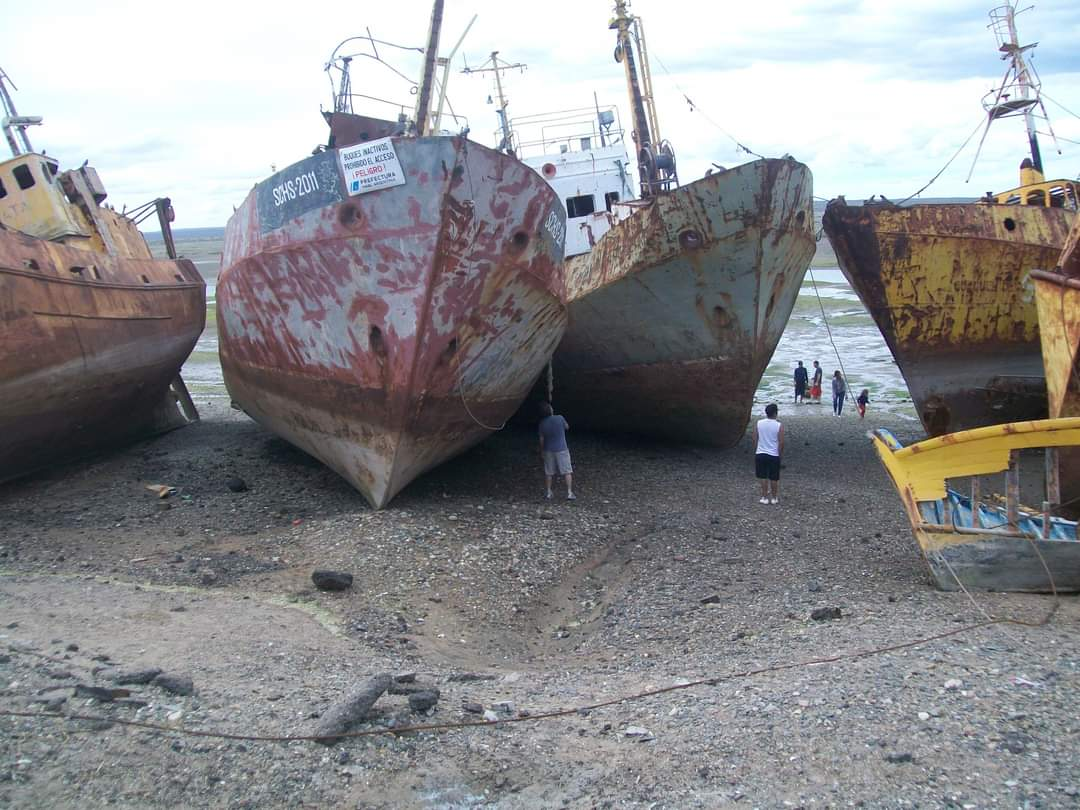
La merea de San Antonio oeste.

Las mareas en su interior son de régimen semidiurno y tienen una amplitud de entre 3,5 y 7,6  metros, llegando incluso hasta los 9 m.
Posee aguas poco profundas, las que casi en su totalidad entran y salen a la bahía dos veces por día, dejando buena parte de su superficie con su lecho expuesto al sol estival. Esto ocurre a raíz de las pronunciadas mareas. Cuando vuelven a entrar absorben la sal residual de las aguas evaporadas y el calor acumulado en las superficies que habían quedado en seco; esto hace que, especialmente en el verano, sus aguas sean más cálidas y saladas que las del resto del golfo y, de alguna manera, también las del resto del país.
Localidades
En su interior se encuentran las localidades portuarias de:
- San Antonio Oeste (puerto pesquero)
- La localidad de San Antonio Este, y su puerto homónimo. Esta terminal portuaria de ultramar o internacional, fue inaugurada en febrero de 1983, y gracias a sus aguas profundas, es el principal puerto frutícola de la Argentina. Desde allí se exporta hacia todo el mundo manzanas, peras, jugos concentrados de fruta y otros derivados producidos en el valle del río Negro.

A pocos kilómetros hacia el sur se encuentra el importante balneario de Las Grutas, que en la temporada estival es destino de decenas de miles de turistas.
La bahía se encuentra a poca distancia  de la RN 3.

## Área natural protegida
La totalidad de las aguas someras de la bahía San Antonio poseen una figura jurídica provincial para su conservación, bajo el título de «área natural protegida Bahía de San Antonio». Además es un sitio RHAP, dentro de la red hemisférica de aves playeras, donde fue incluida en agosto de 1993. Los límites de la superficie resguardada comprenden desde la baliza San Matías por el este hasta el paraje El Sótano por el oeste, e incluyen la lonja circunscripta entre la línea de más baja marea hasta la que se encuentra a 50 m por sobre la línea de las más altas mareas. El lugar es clave como estación intermedia de descanso y alimentación durante las enormes migraciones de aves limícolas neárticas, como chorlos y playeros, los que llegan a la bahía todos los años con números que totalizan los 100 000 ejemplares.
Fitogeográficamente sus costas pertenecen al distrito fitogeográfico del monte de llanuras y mesetas de la provincia fitogeográfica del monte.
Ecorregionalmente sus costas pertenecen a la ecorregión terrestre del monte de llanuras y mesetas, mientras que sus aguas se incluyen en la Ecorregión marina golfos norpatagónicos.